# Nicolás Freitas
Pour les articles homonymes, voir Freitas.
Pas d'image ? Cliquez ici

a Compétitions nationales et continentales officielles uniquement.

b Matchs officiels uniquement.
Dernière mise à jour le 3 mai 2024.
Nicolás Freitas, né le 3 juillet 1993 à Montevideo (Uruguay), est un joueur international uruguayen de rugby à XV évoluant aux postes de centre et d'ailier.

## Carrière

### En club
Nicolás Freitas commence sa carrière dans sa ville natale de Montevideo, avec le club amateur de Carrasco Polo, qui dispute le championnat d'Uruguay. Avec cette équipe, il remporte le championnat en 2012, 2014 et 2020
En 2017, il est retenu dans l'effectif de la franchise argentine des Jaguares évoluant en Super Rugby,. Il devient alors le premier joueur étranger de cette équipe, et le premier uruguayen à obtenir un contrat en Super Rugby. Il ne dispute cependant pas le moindre match, et quitte l'équipe au terme de la saison.
En 2020, il rejoint la franchise professionnelle uruguayenne de Peñarol Rugby dans le nouveau championnat continental appelé Súper Liga Americana de Rugby. Il n'a le temps de disputer qu'une seule rencontre avec sa nouvelle équipe, avant que la saison soit interrompue en raison de la pandémie de Covid-19,. L'année suivante, il effectue une saison pleine avec son équipe qui va jusqu'en finale de la compétition, où elle s'incline face aux Jaguares,.
En janvier 2022, il rejoint le RC Vannes, évoluant en Pro D2, en qualité de joker médical d'Andy Symons (en),. Auteur de trois essais en huit match, il prolonge rapidement son contrat pour une saison supplémentaire,. À la fin de sa deuxième saison avec le club breton, il n'est pas conservé, malgré un important temps de jeu,.
Sans club depuis son départ de Vannes, il annonce en décembre 2023 se faire opérer de l'épaule, ce qui l'écarte des terrains jusqu'au milieu de l'année 2024.

### En équipe nationale
Nicolás Freitas a joué avec l'équipe d'Uruguay des moins de 20 ans en 2013, dans le cadre du Trophée mondial des moins de 20 ans.
Il joue aussi avec l'équipe d'Uruguay de rugby à sept à partir de 2014, disputant notamment la Coupe du monde 2018.
Il fait ses débuts en équipe d'Uruguay le 26 avril 2014, à l'occasion d'un match contre l'équipe du Paraguay à Asuncion.
En 2018, il joue le barrage aller-retour contre le Canada dans le cadre des qualifications de la zone Amériques pour la Coupe du monde 2019. Avec deux victoires, sur le score de 29-38 à Vancouver et de 32-31 à Montevideo, l'Uruguay décroche sa qualification pour la Coupe du monde 2019.
En 2019, il est retenu dans la liste de 31 joueurs pour disputer la Coupe du monde 2019 au Japon. Il dispute quatre matchs lors de la compétition, dont la victoire historique contre les Fidji.
En octobre 2021, il participe à la qualification de son équipe pour la Coupe du monde 2023 lors d'une rencontre aller-retour contre les États-Unis,.
En août 2023, il est sélectionné dans le groupe de 33 joueurs pour disputer le Mondial en France. Il est titulaire à l'aile lors des quatre matchs de son équipe, et inscrit deux essais, face à la France et l'Italie.

## Palmarès

### En club
- Finaliste de la Súperliga Americana en 2021 avec Peñarol.

### En équipe nationale
- Vainqueur du Championnat d'Amérique du Sud en 2014, 2017 et 2021.

## Statistiques internationales
- 55 sélections avec l'Uruguay depuis 2014.
- 56 points (11 essais).

- Participation à la Coupe du monde en 2019 (4 matchs) et 2023 (4 matchs).